# Foresta nazionale di Bridger-Teton
La foresta nazionale di Bridger-Teton (in inglese Bridger-Teton National Forest) si trova nella regione ad ovest dello stato del Wyoming, Stati Uniti. Si estende su una superficie di 13.800 km² e questa caratteristica la rende la seconda Foresta Nazionale più grande al di fuori del territorio dell'Alaska. La foresta si estende dal parco nazionale di Yellowstone fino al confine est del parco nazionale del Grand Teton, costeggiando il versante occidentale dello spartiacque continentale e la parte meridionale del Wind River Range.
La foresta nazionale di Bridger-Teton è, dal punto di vista amministrativo, costituita dall'unione delle foreste nazionali di Bridger e di Teton, avvenuta nel 1973. La stessa foresta nazionale di Bridger fu inglobata, nel 1923, nella foresta nazionale del Wyoming. Quest'ultima venne istituita nel 1904 con il nome di Yellowstone Forest Reserve per poi essere rinominata nel 1908. In quello stesso periodo venne istituita la Teton Forest Reserve, in seguito divenuta la foresta nazionale di Teton (Teton National Forest).
In ordine decrescente la superficie della foresta nazionale si estende parzialmente nelle contee di Sublette, Teton, Lincoln, Park e Fremont.

## Territorio
La foresta si estende anche verso sud, comprendendo le catene montuose del Salt River Range e del Wyoming Range nei pressi della frontiera con l'Idaho. All'interno del perimetro dell'area forestale si trovano anche le aree protette di Gros Ventre, Wilderness Bridger e Wilderness Teton, per un totale di 4.900 km². Altri punti di interesse nella foresta comprendono Gannett Peak (4.207 metri), la montagna più alta nel Wyoming ed il Gros Ventre landslide, che è una delle più grandi (e facilmente visibili) frane sulla Terra. Tutta la foresta è compresa negli 81.000 km² del Greater Yellowstone Ecosystem.
Mentre Gannett Peak è la cima più alta della foresta, altre 40 montagne si elevano fino ad oltre 3.658 metri. Sulle alte quote le abbondanti nevicate, che in alcuni punti possono superare i 15 metri, garantiscono una fornitura costante d'acqua al flusso dei fiumi. Gli oltre 1.500 piccoli laghi montani fornisco l'acqua che contribuisce ad alimentare il fiume Yellowstone, fiume Snake ed il fiume fiume Green River, che hanno tutti le loro sorgenti nella foresta. Sette dei più grandi ghiacciai al di fuori dell'Alaska si trovano all'interno dei confini della foresta.
Le temperature notturne possono scendere sotto lo zero in qualsiasi momento dell'anno e le zanzare sono molto comuni nella tarda primavera ed all'inizio dell'estate. Le temperature invernali possono scendere anche a -50 °C.

## Flora
Le specie vegetali principali sono caratterizzate da alberi quali Pinus contorta, Pinus albicaulis, Picea engelmannii, l'abete di Douglas (Pseudotsuga menziesii) ed il pioppo tremulo (Populus tremula). I salici (genere Salix), le praterie e l'Artemisia tridentata vegetano a quote basse mentre, superata la linea degli alberi, sono frequenti le tundre alpine.

## Fauna
Molte specie minacciate ed in via di estinzione si ritrovano entro i confini della foresta e, tra queste sono compresi i grizlly (Ursus arctos horribilis), il lupo grigio (Canis lupus), furetto dai piedi neri (Mustela nigripes) ed il falco pellegrino (Falco peregrinus). La maggior parte dei mammiferi che popolavano la regione prima dell'arrivo dei pionieri europei può ancora essere osservata in quest'area. Wapiti (Cervus canadensis), alci (Alces alces), cervi mulo (Odocoileus hemionus), antilocapre (Antilocapra americana), bisonti (Bison bison), coyote (Canis latrans), marmotte (Marmota), pecore selvatiche d'America (Ovis canadensis) e puma (Puma concolor) sono solo alcune delle 75 specie di mammiferi avvistate nella foresta. Quattro sottospecie di trote (Oncorhynchus clarkii) popolano le acque del fiume Snake. Circa 355 specie di uccelli sono state avvistate nell'area protetta e, tra queste, l'aquila di mare testabianca (Haliaeetus leucocephalus), il cigno trombettiere (Cygnus buccinator), la gru canadese (Grus canadensis), varie specie di falchi (Accipitridae) e la nocciolaia di Clark (Nucifraga columbiana).

## Accessi
L'Highway 26 e l'Highway 287 attraversano lo spartiacque continentale nei pressi del Togwotee Pass ed entrano nella foresta da nord. Le Highways 89 e 191 consentono, invece, l'accesso alla foresta nei pressi di Jackson, da sud. Gli uffici dei rangers si trovano a Pinedale, Kemmerer, Big Piney, Buffalo e Greys River. La sede dell'amministrazione forestale si trova a Jackson.

## Attività
Nel territorio della foresta nazionale di Bridger-Teton si trovano oltre 3.200 km di percorsi escursionistici che permettono l'accesso in zone selvagge e si interconnettono con i percorsi del parco nazionale di Yellowstone. Vi sono, inoltre, alcune decine di campeggi, attrezzati con tavoli da pic-nic e piazzole di sosta, ai quali è possibile accedere con l'uso dei veicoli. In alcuni casi è possibile soggiornare con il camper.